# Vittel
Vittel è un comune francese di 5 594 abitanti situato nel dipartimento dei Vosgi nella regione del Grand Est.
È una delle località termali più conosciute di tutto il Paese: le sue acque sono ricche di magnesio, ferro e calcio e vengono imbottigliate al ritmo di 5 milioni di bottiglie al giorno. Vicino all'impianto termale si trova un parco di oltre 20 ettari.

## Società

### Evoluzione demografica
Abitanti censiti

## Amministrazione

### Gemellaggi
- Badenweiler, dal 1957